# Любите друг друга!
«Любите друг друга!» — католический журнал для молодёжи. Название является цитатой слов Иисуса Христа: «любите друг друга, как Я возлюбил вас» (Ин 15,12). Журнал издаётся с 1975 года, его первым редактором был священник Тадеуш Мыщинский SChr.
Главной задачей журнала «Любите друг друга!» является формирование христианских убеждений у молодёжи на основе «Общественной Акции Любви», которую начал кардинал Август Глонд, а её «азбуку» сформулировал кардинал Стефан Вышинский.
После смерти Тадеуша Мыщинского в 1991 году Общество Христа приняло решение продолжать начатое им дело. Новым редактором журнала стал ксёндз Мечислав Пётровский. В связи с возрастающей опасностью деморализации христианской молодёжи появилась необходимость показать католическую альтернативу молодёжного стиля жизни как противоядие от воздействия духовно и разрушающих психику светских молодёжных журналов, которые уже в начале 90-х годов получили широкое распространение. Редакция журнала «Любите друг друга!» активно поддерживает католическое молодёжное Движение Чистых Сердец. В журнале можно прочитать о вере в Бога, о значении и смысле смерти и воскресения Иисуса Христа, о молитве, страдании и жизненных проблемах, а также об открытиях, подтверждающих христианскую веру, и о знаках, которые дает Бог человечеству.
К 2022 года польское издание «Miłujcie się!» было напечатано тиражом 220 тысячи экземпляров, из чего примерно одну пятую редакция отправила полякам, живущим за границей. Кроме того, до 2009 года в свет вышло уже девять номеров русскоязычной версии «Любите друг друга», которые бесплатно распространяются в католических приходах в странах бывшего СССР.
В 2022 году миссию «Люби друг друга!» взял на себя журнал «Trwajcie w miłości».

## Издания журнала «Любите друг друга» на различных языках
В 2009 году журнал «Любите друг друга» издавался на десяти языках:
- Польское издание[2]
- Русское издание[4]
- Украинское издание[5]
- Английское издание[6]
- Немецкое издание[7]
- Болгарское издание[8]
- Венгерское издание[9]
- Румынское издание[10]
- Чешское издание[11]
- Словацкое издание[12]

К 2013 году вышло ещё 8 языковых версий журнала:
- Испанское издание
- Латышское издание
- Литовское издание
- Португальское издание
- Финское издание
- Китайское издание Архивная копия от 4 апреля 2013 на Wayback Machine
- Армянское издание
- Амхарское издание (Эфиопия) (недоступная ссылка)